# Folke Bohlin
Folke Bohlin, född 21 september 1931 i Uppsala, är en svensk musikvetare och dirigent samt professor emeritus i musikvetenskap vid Lunds universitet.

## Biografi
Bohlin är son till biskopen i Härnösands stift Torsten Bohlin och hans hustru, läraren och översättaren Anna Bohlin. Efter studentexamen vid Högre allmänna läroverket i Härnösand studerade han vid Uppsala universitet. Han blev filosofie kandidat 1955, teologie kandidat 1960, filosofie licentiat 1965 och filosofie doktor 1970. Bohlin blev docent i musikvetenskap vid Lunds universitet 1970 och universitetslektor där 1971. Han tillträdde professuren i musikvetenskap i Lund år 1986.
Sin musikaliska verksamhet inledde han i Uppsala som sånganförare (1954–1964) vid Norrlands nation, och därmed även dirigent för Norrlands nations manskör. Han var en energisk pådrivare och nydanare av nationens musikliv och skapade "Norrlands nations musikverksamhet", som var öppen för alla studenter vid universitetet. Han var repetitör och senare vice dirigent för Orphei Drängar 1957–1968, grundade Norrlands nations kammarkör 1957, som 1964 blev Uppsala akademiska kammarkör, dirigent för Uppsala Domkyrkas Gosskör 1967–1968, var andre förbundsdirigent i Svenska Sångarförbundet, Lunds Studentsångförenings anförare 1972–1985 och preasens agens (ordförande) i det lärda samfundet Societas Ad Sciendum 1997–1998.
Folke Bohlin var gift med kördirigenten Eva Svanholm Bohlin samt är far till dirigenten Ragnar Bohlin och sopranen Ingela Bohlin.

## Utmärkelser, ledamotskap och priser
- Ledamot av Kungliga Musikaliska Akademien, nr 836 (LMA, 1982)
- Ledamot av Vetenskapssocieteten i Lund (LVSL, 1974)[3]
- 1981 – Norrbymedaljen